# San Rafael del Piñal
Pour les articles homonymes, voir San Rafael et Pinal.
San Rafael del Piñal est le chef-lieu de la municipalité de Fernández Feo dans l'État de Táchira au Venezuela.